# 25767 Stevennoyce
25767 Stevennoyce è un asteroide della fascia principale. Scoperto nel 2000, presenta un'orbita caratterizzata da un semiasse maggiore pari a 2,6348730 UA e da un'eccentricità di 0,0708507, inclinata di 9,47345° rispetto all'eclittica.